# 콘래드 슈얼
콘래드 이그네이셔스 마리오 맥시밀리언 슈얼(영어: Conrad Ignatius Mario Maximilian Sewell)은 오스트레일리아 브리즈번 출신인 오스트레일리아 싱어송라이터이다. 그는 카이고의 Firestone을 피처링함으로써 이름을 알렸고 그의 싱글인 Start Again은 ARIA CHARTS 싱글차트부분 1위를 차지하였다.

## 성장 배경
그는 브리즈번에서 자라며 8세부터 여러곳에 자신의 데모를 보내며 음악산업에 뛰어들었다.

호주의 싱어송라이터인 Grace (그레이스 슈얼)의 오빠이기도 한 그는 최근 자신의 싱글 Start Again이 ARIA CHARTS 싱글차트부분에 1위를 하게 되면서 ARIA CHARTS 사상 유일하게 각자 자신의 곡으로 싱글차트에 1위를 한 남매로 기록되게 되었다.

2004년 16세에 그는 오스트레일리안 아이돌 시즌 2에 지원하였으나 끝내 합격하지 못하였고 그 후 그는 짧게나마 Sons of Midnight라는 락 밴드로 활동하였다.

## 음악 활동
18살이 되던 해 그는 영국으로 건너가 일을 하며 수 년을 차고에서 녹음을 하고 데모를 만들며 지냈다.

그 후 로스엔젤레스로 이사한 그는 그의 솔로 프로젝트를 시작하였다. 그의 데뷔 싱글인 Hold Me Up은 아울 시티, 레이디 가가, 아이코나 팝의 노래를 작곡하며 이름을 알린 한국계 미국인 작곡가/프로듀서인 Brian Lee가 참여하여 완성도를 높였다.

자신의 솔로 싱글을 내기 이전에 그는 카이고의 Firestone을 피쳐링 하였는데 여러 주요국 차트 5위안에 들며 자신의 이름을 알리는데 큰 도움이 되었다.